# Boris Nikitin
Boris Vasil'evič Nikitin (in russo Борис Васильевич Никитин?, in georgiano ბორის ნიკიტინი?, Boris Nik'it'ini; Tbilisi, 5 marzo 1938 – Tbilisi, 20 ottobre 1984) è stato un nuotatore sovietico.

## Carriera
Assieme ai compagni Vitalij Sorokin, Vladimir Stružanov e Gennadij Nikolaev vinse la medaglia di bronzo nella 4x200m stile libero alle Olimpiadi di Melbourne 1956.

## Palmares

### Competizioni internazionali
- Olimpiadi

Melbourne 1956: bronzo nella 4x200m stile libero.
- Europei

Budapest 1958: oro nella 4x200m stile libero e argento nei 400m stile libero.